# Elise von Jung-Stilling
Pour les articles homonymes, voir Jung.
Elise von Jung-Stilling (née le 21 septembre 1829 à Mitau, mort le 23 juillet 1904 à St. Peters-Kapelle) est une peintre germano-balte.

## Biographie
Jung-Stilling est la fille d'Arnold Friedrich von Jung-Stilling (1795-1853), maître de poste du gouverneur de Mitau, et de son épouse Amalie von Arnold (1806-1859). Son grand-père Johann Heinrich Jung-Stilling (1740-1817) était ophtalmologiste et écrivain, sa sœur aînée Amalie (1828-1905) devient pianiste de concert.
Jung-Stilling reçoit sa scolarité auprès de tuteurs privés et de gouvernantes, parfois avec sa sœur Amalie. Pour ses premiers cours d'art, le peintre Julius Döring (de) vient chez ses parents pour des cours particuliers. Plus tard, elle donne elle-même des cours de peinture et de dessin, d'abord des cours particuliers puis en tant que professeur dans diverses institutions. Pour poursuivre ses études, elle visite Dresde, généralement pendant les vacances d'été, avec le soutien de Döring, et devient l'élève d'Adolf Ehrhardt à l'académie des beaux-arts de cette ville. Après de premiers succès lors de petites expositions à l'académie, Jung-Stilling s'installe dans l'atelier d'Alexander Liezen-Mayer à Munich.
Jung-Stilling retourne chez ses parents à Mitau. Après la mort de ses parents, elle s'installe à Riga et y donne des cours particuliers de peinture et de dessin. En 1863, la ville de Riga engage Jung-Stilling comme professeur de dessin à l'école municipale pour femmes. En 1873, Jung-Stilling fonde à Riga l’École de dessin et de peinture Jung-Stilling, une école de peinture privée et indépendante réservée aux femmes. Après six ans, cette école est reconnue par l'État et soutenue financièrement. Le corps enseignant est notamment le sculpteur August Volz (de), et plus tard également les peintres Gerhard von Rosen, Bernhard Borchert (lv) et Friedrich Ferdinand Moritz (de).
Avec sa sœur Amalie, Jung-Stilling tient son salon. Parmi les invités de marque figurent Max Bruch, Clara Schumann et Richard Wagner.
Après sa mort en 1904, la ville de Riga continue son école de dessin et de peinture en tant qu'académie municipale d'art.